# Radu Albot
Radu Albot (* 11. November 1989 in Chișinău, Moldauische SSR, Sowjetunion) ist ein moldauischer Tennisspieler.

## Karriere
Radu Albot spielt hauptsächlich auf der ATP Challenger Tour und der ITF Future Tour. Er konnte bislang 14 Einzel- und sieben Doppelsiege auf der Future Tour feiern. Auf der Challenger Tour gewann er bis jetzt neun Einzel- und zehn Doppelturniere, zwei davon im Jahr 2012 in Mersin und in Ostrava. In der Saison 2015 durchbrach er erstmals die Top 100 der Weltrangliste im Einzel und seine höchste Platzierung war der 85. Rang im August 2015. Im Doppel erreichte als Bestwert den 68. Platz im Juni 2015.
Im Februar 2019 gewann er seinen ersten ATP Tour-Titel in Delray Beach. Er war damit der erste Moldauer, der auf World-Tour-Level einen Einzeltitel gewann.
Radu Albot spielt seit 2007 für die moldauische Davis-Cup-Mannschaft. Für diese trat er in 21 Begegnungen an, wobei er im Einzel eine Bilanz von 17:6 und eine Doppelbilanz von 10:7 aufzuweisen hat.

## Erfolge
| Legende (Anzahl der Siege)  |
| Grand Slam                  |
| ATP World Tour Finals       |
| ATP World Tour Masters 1000 |
| ATP World Tour 500          |
| ATP World Tour 250 (2)      |
| ATP Challenger Tour (19)    |

| ATP-Titel nach Belag |
| Hartplatz (1)        |
| Sand (0)             |
| Rasen (0)            |

### Einzel

#### Turniersiege

##### ATP World Tour
| Nr. | Datum            | Turnier      | Belag     | Finalgegner  | Ergebnis       |
| --- | ---------------- | ------------ | --------- | ------------ | -------------- |
| 1.  | 24. Februar 2019 | Delray Beach | Hartplatz | Daniel Evans | 3:6, 6:3, 7:67 |

##### ATP Challenger Tour
| Nr. | Datum              | Turnier      | Belag         | Finalgegner           | Ergebnis        |
| --- | ------------------ | ------------ | ------------- | --------------------- | --------------- |
| 1.  | 29. September 2013 | Fargʻona (1) | Hartplatz     | Ilija Bozoljac        | 7:69, 6:73, 6:1 |
| 2.  | 28. Februar 2015   | Kalkutta     | Hartplatz     | James Duckworth       | 7:60, 6:1       |
| 3.  | 5. Juni 2016       | Fürth        | Sand          | Jan-Lennard Struff    | 6:3, 6:4        |
| 4.  | 19. Juni 2016      | Fargʻona (2) | Hartplatz     | Konstantin Krawtschuk | 6:4, 6:2        |
| 5.  | 17. Juli 2016      | Posen        | Sand          | Clément Geens         | 6:2, 6:4        |
| 6.  | 5. November 2017   | Shenzhen     | Hartplatz     | Hubert Hurkacz        | 7:66, 6:73, 6:4 |
| 7.  | 28. Oktober 2018   | Liuzhou      | Hartplatz     | Miomir Kecmanović     | 6:2, 4:6, 6:3   |
| 8.  | 21. November 2021  | Pau          | Hartplatz (i) | Jiří Lehečka          | 6:2, 7:65       |
| 9.  | 18. September 2022 | Istanbul     | Hartplatz     | Lukáš Rosol           | 6:2, 6:0        |

### Doppel

#### Turniersiege

##### ATP World Tour
| Nr. | Datum       | Turnier  | Belag | Partner       | Finalgegner                    | Ergebnis  |
| --- | ----------- | -------- | ----- | ------------- | ------------------------------ | --------- |
| 1.  | 3. Mai 2015 | Istanbul | Sand  | Dušan Lajović | Robert Lindstedt Jürgen Melzer | 6:4, 7:62 |

##### ATP Challenger Tour
| Nr. | Datum              | Turnier     | Belag         | Partner              | Finalgegner                               | Ergebnis          |
| --- | ------------------ | ----------- | ------------- | -------------------- | ----------------------------------------- | ----------------- |
| 1.  | 14. April 2012     | Mersin (1)  | Sand          | Denys Moltschanow    | Alessandro Motti Simone Vagnozzi          | 6:0, 6:2          |
| 2.  | 6. Mai 2012        | Ostrava     | Sand          | Teimuras Gabaschwili | Adam Pavlásek Jiří Veselý                 | 7:5, 5:7, [10:8]  |
| 3.  | 26. Oktober 2013   | Kasan       | Hartplatz (i) | Farrux Doʻstov       | Jahor Herassimau Dsmitryj Schyrmont       | 6:2, 6:73, [10:7] |
| 4.  | 12. April 2014     | Mersin (2)  | Sand          | Jaroslav Pospíšil    | Thomas Fabbiano Matteo Viola              | 7:67, 6:1         |
| 5.  | 9. Mai 2014        | Rom         | Sand          | Artem Sitak          | Andrea Arnaboldi Flavio Cipolla           | 4:6, 6:2, [11:9]  |
| 6.  | 20. Juli 2014      | Posen       | Sand          | Adam Pavlásek        | Henri Kontinen Tomasz Bednarek            | 7:5, 2:6, [10:8]  |
| 7.  | 9. August 2014     | San Marino  | Sand          | Enrique López Pérez  | Franko Škugor Adrian Ungur                | 6:4, 6:1          |
| 8.  | 13. Februar 2015   | Launceston  | Hartplatz     | Mitchell Krueger     | Adam Hubble Jose Statham                  | 3:6, 7:5, [11:9]  |
| 9.  | 21. Oktober 2017   | Ningbo      | Hartplatz     | Jose Statham         | Jeevan Nedunchezhiyan Christopher Rungkat | 7:5, 6:3          |
| 10. | 18. September 2021 | Istanbul II | Hartplatz     | Alexander Cozbinov   | Antonio Šančić Artem Sitak                | 4:6, 7:5, [11:9]  |

#### Finalteilnahmen
| Nr. | Datum            | Turnier | Belag         | Partner          | Finalgegner                    | Ergebnis         |
| --- | ---------------- | ------- | ------------- | ---------------- | ------------------------------ | ---------------- |
| 1.  | 25. Oktober 2015 | Moskau  | Hartplatz (i) | František Čermák | Andrei Rubljow Dmitri Tursunow | 6:2, 1:6, [6:10] |

## Abschneiden bei Grand-Slam-Turnieren

### Einzel
| Turnier         | 2012 | 2013 | 2014 | 2015 | 2016 | 2017 | 2018 | 2019 | 2020 | 2021 | 2022 | 2023 | 2024 | 2025 | Karriere |
| --------------- | ---- | ---- | ---- | ---- | ---- | ---- | ---- | ---- | ---- | ---- | ---- | ---- | ---- | ---- | -------- |
| Australian Open | Q2   | Q2   | Q1   | Q2   | Q2   | 1    | 1    | 2    | —    | 3    | 3    | Q1   | Q1   | Q1   | 3        |
| French Open     | —    | —    | Q1   | Q2   | 1    | 1    | 2    | 2    | 2    | 1    | Q2   | 2    | Q2   |      | 2        |
| Wimbledon       | Q1   | Q1   | Q1   | Q1   | 2    | 2    | 3    | 1    |      | 1    | 1    | 1    | 1    |      | 3        |
| US Open         | Q2   | Q1   | 1    | 1    | 1    | 3    | 1    | 1    | 1    | 1    | Q1   | 1    | 1    |      | 3        |

Zeichenerklärung: S = Turniersieg; F, HF, VF, AF = Einzug ins Finale / Halbfinale / Viertelfinale / Achtelfinale; 1, 2, 3 = Ausscheiden in der 1. / 2. / 3. Hauptrunde; Q1, Q2, Q3 = Ausscheiden in der 1. / 2. / 3. Qualifikationsrunde; nicht ausgetragen